# Dinonicosaures
Els dinonicosaures (Deinonychosauria, gr. 'llangardaixos d'urpes terribles') constitueixen un clade de dinosaures teròpodes maniraptors, que van viure des del Juràssic mitjà fins al Cretaci superior (entre fa uns 167 i fa 65 milions d'anys, des del Bathonià fins al Maastrichtià), en el que avui en dia és Amèrica, Europa, Àfrica, Àsia i l'Antàrtida.

## Sistemàtica
Deinonychosauria es defineix com el clade més inclusiu que conté Troodon formosus (Leidy 1856) i Velociraptor mongoliensis (Osborn, 1924), però no  Ornithomimus edmontonicus (Parks, 1933) i Passer domesticus (Linnaeus, 1758). Deinonychosauria està format per tots els maniraptors més emparentats amb Deinonychus que amb les aus modernes.